# Loena 1
Loena 1 (Russisch: Луна-1) was een onbemande Russische ruimtevlucht naar de maan en vond plaats begin 1959. Dit was het eerste door mensen vervaardigde ruimtevaartuig dat de maan bereikte en voorbijvloog. Vier eerdere Amerikaanse pogingen, de Pioneers 0, 1, 2 en 3 mislukten tussen augustus en december 1958. Zodoende boekten de Russen met de geslaagde vlucht van Loena 1 een groot succes.
Voor de lancering gebruikten ze een aangepaste versie van de draagraket die de Spoetnik 1 omhoogschoot. Voorzien van een extra trap kon deze een gewicht van maximaal 400 kg buiten de aantrekkingskracht van de Aarde lanceren. Hoewel dit toestel slechts langs de maan vloog was het missiedoel een harde landing op de maan uit te voeren.

## Opbouw en wetenschappelijke instrumenten
Deze bolvormige maansonde had een diameter van 90 cm en woog 361 kg. Hij was opgebouwd uit twee aan elkaar bevestigde, uit een aluminium-magnesium legering bestaande, halve bollen. De vijf antennes aan de bovenkant bleven door magneten ingeklapt tijdens lancering; na afscheiding van de draagraket klapten ze uit. Loena 1 voerde naast wetenschappelijke instrumenten het wapen van de Sovjet-Unie mee. Deze vroege verkenner kon zijn koers tijdens de vlucht niet wijzigen en beschikte evenmin over zonnecellen. Batterijen zorgden voor elektriciteit. Verder was het toestel uitgerust met een scintillatiemeter, magnetometer, geigerteller en een detector voor het opsporen van micrometeorieten. Een zender/ontvanger en een radiobaken onderhielden contact met de vluchtleiding. Tevens bevond zich 1 kg natriumgas aan boord in een container (onder 1,3 atm bij 20° C) in de laatste trap, om na te gaan hoe gas zich in de ruimte gedroeg.

## Verloop van de vlucht

### Lancering
Loena 1 werd gelanceerd om 16.41 uur UTC op 2 januari 1959 met behulp van een SS-6 Sapwood-draagraket vanaf Tjoeratam op Bajkonoer. Na het bereiken van de ontsnappingssnelheid maakte deze pionier zich los van de laatste trap van de Sapwood, die met hem meevloog. Een dag later liet deze trap op een afstand van 112.630 km van de Aarde een wolk natriumgas los, die door de zonnestraling begon te gloeien en oplichtte als een oranje staart en zo astronomen gelegenheid gaven Loena 1 te volgen. Boven de Indische Oceaan bereikte deze een lichtsterkte van de zesde magnitude en werd onder andere gefotografeerd door een observatorium in Alma-Ata met Waterman als achtergrond.

### Vlucht naar de maan
Na een vlucht van ruim 34 uur, om 2.59 uur UTC op 4 januari, naderde deze eerste maanverkenner zijn doel, echter door de hoge snelheid miste Loena 1 zijn doel en vloog op een afstand van 5995 km de maan voorbij met een snelheid van bijna 8900 km/u. Het vaartuig kwam vervolgens in een heliocentrische baan, tussen de banen die Aarde en Mars beschrijven, met een omlooptijd van 450 dagen. De batterijen waren echter uitgeput. Op 5 januari om ± 7.00 uur UTC, 600.000 km van de Aarde verwijderd, ging het radiocontact verloren.

### Wetenschappelijke resultaten
Naast het bereiken van de maan schreef deze maansonde tevens andere ontdekkingen op zijn conto: het bestaan van de zonnewind en het feit dat de maan geen magnetisch veld bezat. Tevens verrichtte Loena 1 metingen van de interplanetaire ruimte en de stralingsgordels rond de Aarde. Hoewel hij niet langer functioneerde, werd Loena 1 de eerste kunstmatige satelliet om de zon.